# Peter schießt den Vogel ab
Peter schießt den Vogel ab (Alternativschreibweise im Filmvorspann: Peter schiesst den Vogel ab) ist eine deutsche Filmkomödie aus dem Jahr 1959 mit den Hauptdarstellern Peter Alexander und Germaine Damar. In tragenden Rollen sind Maria Sebaldt, Oskar Sima, Ernst Waldow, Agnes Windeck und Anneliese Würtz besetzt sowie als Gaststar Ruth Stephan.
Die Uraufführung des Films fand am 14. Mai 1959 im Stuttgarter Universum statt. Im Fernsehen war der Film erstmals am 14. September 1963 im Programm des Deutschen Fernsehfunks DFF 1 zu sehen.

## Handlung
Peter Schatz arbeitet als Portier im vornehmen Parkhotel in Bad Hohenluft. Als der charmante Mann von einer zufriedenen Kundin in ihrem Testament mit 50.000 DM bedacht wird, beschließt er, Wintersporturlaub im Grand Hotel in Zürs am Arlberg zu machen. Um bei dem dort tätigen hochnäsigen Portier Blümli besser dazustehen, gibt er sich als Rinderkönig aus Argentinien aus.
Der Zufall will es auch, dass Peter Schatz in Zürs die Bekanntschaft der schönen Renate Hartwig macht, die Telefonistin im Hotel Esplanade in Bad Hohenluft ist. Während einiger Telefonate war sie mit Peter aneinandergeraten, da sie ihn als sehr unhöflich empfunden hatte. Im Gegensatz zu Peter, der durch Gespräche mit der jungen Dame schnell weiß, wen er vor sich hat, weiß Renate allerdings nicht, wer Peter wirklich ist. Zuerst versucht Peter es mit dem Skifahren, als das nicht klappt mit Eisstockschießen, was auch in einem Debakel endet, und dann mit Bergsteigen, obwohl das im Winter eher unüblich ist. Mehr zufällig landet Peter sodann in einem Bob, den er ungewollt in Bewegung setzt und der die Bobbahn hinunterdüst, direkt in einen vorsorglich verständigten Krankenwagen. Renate, die die selbstmörderische Abfahrt mitbekommen hat, erkundigt sich bei ihm nach seinem Befinden. Peter, der unverletzt geblieben ist, freut sich sehr über ihr Erscheinen.
Es stellt sich heraus, dass Peter nicht der einzige Hochstapler im Hotel ist. Auch die dort mit ihrem angeblichen Bruder Harry logierende Marilyn gibt sich als jemand aus, der sie gar nicht ist. Zusammen mit Harry hat sie es auf das „Vermögen“ des Rinderkönigs abgesehen. Mathilde Hütchen, die mit Peter befreundet und ihm nachgereist ist, erkennt in Marilyn eine Hoteldiebin und deren Freund wieder. Das Leben in Saus und Braus endet abrupt, als das Geld aufgebraucht ist, aber da hat Peter schon längst Renates Herz gewonnen. Allerdings heißt es für ihn auch, zurück ins Parkhotel zu dem wenig geliebten Direktor Adler, der von der Belegschaft hinter vorgehaltener Hand nur als Vogel tituliert wird. Als Peter mitbekommt, dass sein Chef Renates Vater, dem das kleine Hotel „Drei Linden“ gehört, über den Tisch ziehen will, denkt er sich mit Hilfe von Mathilde Hütchen eine Strategie aus, um die Stammgäste des Parkhotels dazu zu bringen, dort zu logieren anstatt im Parkhotel.

## Produktion

### Produktionsnotizen
Es handelt sich um eine Alfa Film-Produktion. Die Dreharbeiten fanden im Zeitraum Februar 1959 bis März 1959 in Zürs sowie in den CCC-Studios Berlin-Spandau statt. Die Filmbauten gehen auf Paul Markwitz und Heinrich Weidemann zurück. Die Aufnahmeleitung oblag Richard Oehlers und Horst Springel, die Herstellungsleitung Horst Wendlandt. Für den Auslandsvertrieb des Films war die Neue Filmverleih GmbH München zuständig.

### Lieder im Film
- Hol den Peter
- Mädeli klein
- Piccolo-Ponny
- Torero der Liebe

### DVD
Am 27. März 2006 gab Universum Film den Film als Teil der „Wirtschaftswunderkino-Kollektion“ No. 3 zusammen mit zwei weiteren Filmen von Peter Alexander auf DVD heraus. Am 16. Oktober 2006 wurde er dann innerhalb der „Wirtschaftswunder-Kino-Kollektion“ allein herausgegeben.

## Kritik
Das Lexikon des internationalen Films konnte dem Film nichts abgewinnen. Dort hieß es: „Unterhaltungsfilm mit geradezu peinlichen Witzeleien.“
Für Die Filmblätter fand Manfred Hobsch nur zwei Worte: „Herzbube – sticht.“
Adolf Heinzlmeiers und Berndt Schulz’ ersten Satz „… es bleibt nicht aus, daß Peter Alexander auch tanzt und singt“ kann man so oder so verstehen, ihre weitere Wertung ist jedoch eindeutig: „mäßige Klamotte“. (Wertung: 1½ von vier möglichen Sternen: mäßig)

## Belege
1. ↑  Peter schießt den Vogel ab bei filmportal.de
2. ↑  Wirtschaftswunder Kino-Kollektion Abb. DVD-Hülle
3. ↑  Peter schießt den Vogel ab. In: Lexikon des internationalen Films. Filmdienst, abgerufen am 1. Mai 2017.
4. ↑  Manfred Hobsch: Liebe, Tanz und 1000 Schlagerfilme, 1998, S. 151-
5. ↑  Adolf Heinzlmeier, Berndt Schulz: Lexikon „Filme im Fernsehen“. (Erweiterte Neuausgabe). Rasch und Röhring, Hamburg 1990, ISBN 3-89136-392-3, S. 639.